# Советский район (Иваново)
Сове́тский райо́н — внутригородской район города Иваново.

## История
Советский район города Иваново образован Указом Президиума Верховного Совета РСФСР от 29 ноября 1979 года за счёт части территории Ленинского и Октябрьского районов. Новый район назван Советским в честь первого в России Иваново-Вознесенского общегородского совета рабочих депутатов.

## География
От Ленинского района его отделяет река Уводь. Граница с Октябрьским районом проходит по реке Талке, железной дороге и Шереметевскому проспекту (ранее Проспект Фридриха Энгельса). Площадь района — 24 км².

## Экономика
На территории района располагается ряд крупных предприятий: Ивановский меланжевый комбинат, Завод чесальных машин (ЗЧМ), мясокомбинат, молококомбинат, хладокомбинат, комбинат хлебопродуктов, всероссийский отраслевой текстильный комплекс «Текстиль-Профи», отделочная фабрика «Красная Талка», Ивановская ТЭЦ-3, железнодорожный узел станции Иваново, комбинат «Искож» и другие.

## Социальная сфера
В Советском районе широкая сеть социально-культурных учреждений: школы, дошкольные и лечебные учреждения, библиотеки, драматический театр. Много предприятий общественного питания, торговли, бытового обслуживания населения. Здесь возведён мемориал Красная Талка со священным Вечным огнём. В его границах находится парк имени Революции 1905 года.

## Население
| 1979    | 1989    | 2002    | 2009    | 2010    | 2012    | 2013    |
| ------- | ------- | ------- | ------- | ------- | ------- | ------- |
| 74 716  | ↘73 718 | ↘67 002 | ↘62 785 | ↘62 171 | ↘62 049 | ↘61 904 |
| 2014    | 2015    | 2016    | 2017    | 2018    | 2019    | 2020    |
| ↘61 382 | ↘61 098 | ↘60 751 | ↘59 989 | ↘59 308 | ↘58 870 | ↘58 528 |
| 2021    |         |         |         |         |         |         |
| ↘52 054 |         |         |         |         |         |         |